# 程良籌
程良籌（？—1645年），字持卿，德安府孝感縣人，明朝、南明政治與軍事人物。

## 生平
程良籌是天啟五年（1625年）的進士，獲授行人，轉任文選主事及員外郎後辭官歸鄉，和夏時亨團結鄉兵。德安白雲山山賊屢次招降，他們不屈服，號召遠近人民抵抗，因此寇盜不敢進犯，收復孝感和雲夢。弘光元年（1646年）二月，程良籌缺乏糧餉而兵潰被擒，敵人聽說左良玉將攻至，強行要求他阻止左良玉，他不聽從，並大罵寇盜而死，朝廷追贈他為太常少卿。

## 引用
1. 1 2  錢海岳《南明史·卷三十·列傳第六》：程註，字爾雅，孝感人。……（子）良籌，字持卿，天啟五年進士。授行人，遷文選主事員外郎，歸，與夏時亨團結鄉兵。德安白雲山寇屢招降，不屈，號召遠近，寇不敢犯，進復孝感、雲夢。
2. ↑  錢海岳《南明史·卷三十·列傳第六》：弘光元年二月，以餉乏兵潰被執。寇聞左良玉兵將至，強使止兵，大罵不從死，贈太嘗少卿。

## 延伸阅读
[在维基数据编辑]
 《明史卷二百九十四》，出自《明史》